# Beaver Cove
Beaver Cove – miasto w Stanach Zjednoczonych, w stanie Maine, w hrabstwie Piscataquis.